# Dolmen du Pié de Mounié
Le dolmen du Pié de Mounié est un dolmen situé sur la commune française d'Aiguèze, dans le département du Gard. 

## Historique
L'édifice est classé monument historique par arrêté en 1889.

## Description
L’architecture de l'édifice est incertaine. L'ensemble du monument mesure 4,35 m de long. Selon Léon Alègre qui en fit le premier signalement, il s'agirait d'un unique dolmen dont la table de couverture se serait brisée en deux parties et qui devait à l'origine mesurer 3,90 m de long sur 1,20 m de large. L’ensemble repose sur trois orthostates de 1,20 m de hauteur. Selon Paul Raymond, il s'agirait de deux dolmens adossés séparés par une dalle verticale, le premier ouvrant à l'est-sud-est et l'autre à l'ouest-nord-ouest. Dans cette hypothèse, il aurait deux tables de couverture distinctes et non une seule brisée en deux parties, la table occidentale mesurant 2 m de long sur 1,85 m de large et la table orientale 1,20 m sur 1,25 m.